# Coelioxys decipiens
Coelioxys decipiens is een vliesvleugelig insect uit de familie Megachilidae. De wetenschappelijke naam van de soort is voor het eerst geldig gepubliceerd in 1838 door Massimiliano Spinola. Ze komt voor in Egypte en is een kleptoparasiet van Megachile nigripes.